# جک رالینز
جک رالینز (انگلیسی: Jack Rollins؛ ۲۳ مارس ۱۹۱۵ – ۱۸ ژوئن ۲۰۱۵) یک تهیه‌کننده اهل ایالات متحده آمریکا بود. وی بین سال‌های ۱۹۶۹ تا ۲۰۱۵ میلادی فعالیت می‌کرد.
از فیلم‌ها یا برنامه‌های تلویزیونی که وی در آن نقش داشته است می‌توان به برادوی دنی رز اشاره کرد.